# Microrregión de Catolé do Rocha
La microrregión de Catolé do Rocha es una de las microrregiones del estado brasileño de la Paraíba perteneciente a la mesorregión Sertón Paraibano. Su población fue estimada en 2006 por el IBGE en 108.186 habitantes y está dividida en once municipios. Posee un área total de 3.037,976 km².

## Municipios
- Belém do Brejo do Cruz
- Bom Sucesso
- Brejo do Cruz
- Brejo dos Santos
- Catolé do Rocha
- Jericó
- Lagoa
- Mato Grosso
- Riacho dos Cavalos
- São Bento
- São José do Brejo do Cruz

- Datos: Q2021917